# Galleh Khāneh
Galleh Khāneh (persiska: قله خانه, Galah Khāneh, گله خانه) är en ort i Iran.   Den ligger i provinsen Östazarbaijan, i den nordvästra delen av landet, 500 km nordväst om huvudstaden Teheran. Galleh Khāneh ligger 2 048 meter över havet och antalet invånare är 160.
Terrängen runt Galleh Khāneh är huvudsakligen kuperad, men norrut är den platt. Runt Galleh Khāneh är det ganska glesbefolkat, med 43 invånare per kvadratkilometer. Närmaste större samhälle är Bostānābād, 17,0 km öster om Galleh Khāneh. Trakten runt Galleh Khāneh består i huvudsak av gräsmarker.